# Landhuis Rastorgoejev-Charitonov

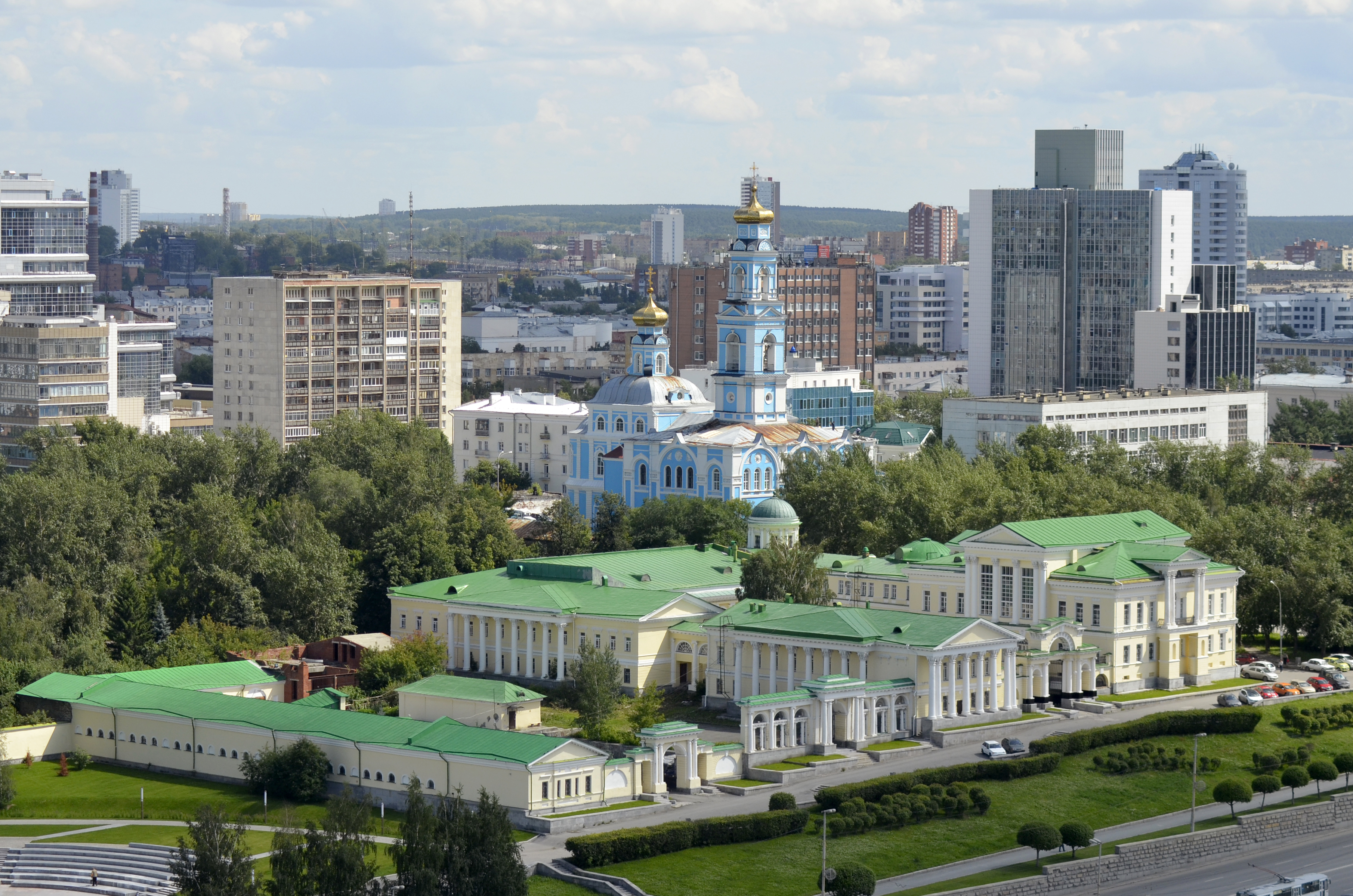
Voorzijde van het Landhuis Rastorgoejev-Charitonov

Landhuis Rastorgoejev-Charitonov (Russisch: Усадьба Расторгуевых — Харитоновых; Oesadba Rastorgoejevych-Charitonovych) is een groot landhuis nabij het centrum van de Russische stad Jekaterinenburg. De gebouw bevindt zich in het district Kirovski, op de noordelijke helling van de Vosnesenskiheuvel (Hemelvaartsheuvel) aan de Karl Liebknechtstraat (de voormalige Vosnesenskistraat) op nr. 44 tegenover de Kathedraal op het bloed. Het wordt gezien als een van de belangrijkste monumenten van de stad en heeft de status van federaal monument.

## Bouw en Rastorgoejev
De bouw van het landhuis startte tussen 1794 en 1795 in dezelfde tijd als de bouw van de Vosnesenski-kerk (hemelvaartskerk) en werd pas voltooid in 1824. Bij de bouw was onder andere architect Michail Malachov betrokken, maar de oorspronkelijke ontwerper is niet meer bekend. Gezien het feit dat er ongeveer 30 jaar is gebouwd aan het landhuis in verschillende perioden, waren er waarschijnlijk meerdere architecten bij betrokken. Bij het landhuis hoort ook een tuin, maar grote delen hiervan verdwenen midden 19e eeuw.
Het land was oorspronkelijk eigendom van gouvernementsecretaris S.A. Isakov, die in 1794 startte met de bouw van een stenen huis, maar het jaar erop reeds stierf. Vervolgens verkocht zijn weduwe het "ontroerende goed" aan industrialist Lev Rastorgoejev, eigenaar van een aantal fabrieken in Kysjtym. Deze liet er tot 1814 twee huizen op bouwen, waaronder een vleugel (glagolem) van twee verdiepingen met een belvedere (arcade) en een oranjerie. In 1820 werden nog twee vleugels gebouwd langs de Vosnesenskistraat, alsook zogenoemde 'interne' vleugels in het landhuis.
Legende
Aan het gebouw zijn meerdere legende verbonden. Een ervan gaat over een kelder die Rastorgoejev onder zijn huis had en waar hij een kapel had geplaatst voor oudgelovigen, aan wie het destijds verboden was om godsdienstige rituelen uit te voeren. Zelf was hij in het geheim lid van dit schisma en hij hield ook oudgelovige boeken en iconen verborgen in zijn huis. Tientallen oudgelovigen kwamen 's nachts naar het huis om er in het geheim diensten te beleggen. Als er dan mensen het huis naderden, waarschuwde hij zijn gasten en vertrokken ze via een geheime uitgang in een hoek van de kamer. Volgens de Oeralse schrijver K.V. Bogoljoebov werd deze kelder gebouwd door een gevangene uit de katorga bij Tobolsk en had Rastorgoejev hem in ruil hiervoor na het voltooien van de werken vervroegde invrijheidstelling beloofd. Rastorgoejev zou zijn woord echter niet hebben gehouden en de gevangene hebben teruggestuurd naar de strafkolonie, waar hij vervolgens zou zijn opgehangen. Volgens afstammelingen van Rastorgoejev zou deze zet hun veel onheil hebben bezorgd. Ten eerste zou zijn onschuldige vrouw hierdoor zijn omgekomen. Zijn dochter zou verliefd zijn geworden op het jonge hoofd over de lijfeigenen, die als een vader voor haar zou zijn geweest en werkte in de fabrieken van Rastorgoejev. Volgens Bogoljoebov zou de liefde zijn doorverteld aan vader Rastorgoejev, die daarop het bevel gaf haar minnaar te doden en haar onder huisarrest plaatste. Daarop zou ze volgens het verhaal 's nachts zijn ontsnapt naar de tuin, maar vervolgens in de vijver zijn gevallen en verdronken. De volgende dag werd haar lichaam in het water gevonden en raakte Rastorgoejev buiten zinnen. Hij wilde beiden inmetselen, maar zij zouden hem hebben doorgehad en de volgende dag werd zijn lichaam gevonden door de wacht, waarbij het leek alsof hij vergiftigd was en van de derde verdieping naar beneden was gevallen.

## Charitonov
In 1823 werd het huis (en de fabrieken in Kysjtym) overgedragen aan schoonzoon P.J. Charitonov, die het gebouw (dat nog altijd niet af was) fors uitbreidde, zodat het uitgroeide tot het grootste landhuis van Jekaterinenburg. Het had balzalen en er werden rijkelijke maaltijden gehouden. Volgens sommige bronnen zou Charitonov een aantal aangrenzende percelen hebben opgekocht, maar volgens andere bronnen werd reeds in 1808 braakliggend land aan Rastorgoejevs landerijen toegevoegd. Charitonov liet in 1826 een Engelse tuin aanleggen van 9 hectare op zijn landgoed. Na 1824 werden de vleugels van het huis met elkaar verbonden door passages van een etage hoog. In 1836 werden de gevels van het landhuis versierd met ornamenten.
In legenden wordt gesproken over kelders waar opstandige lijfeigenen uit de Kysjtymfabrieken werden vastgehouden en gemarteld en over een heel netwerk van gangen die zich vanuit het huis in verschillende richtingen verspreiden. Vanwege de uiterst brute behandeling van de lijfeigenen in de Kystymfabrieken werden Charitonov en mede-eigenaar van de fabrieken G.V. Zotov (bijgenaamd "het beest van Kysjtym") in 1837 per oekaze van de keizer naar Keksholm in het Grootvorstendom Finland verbannen en van hun goede naam ontnomen. Het huis kwam daarop lange tijd leeg te staan. In de tweede helft van de 19e eeuw werden delen van het huis door de erfgenamen van Charitonov verhuurd als appartementen en kantoren. De helft van het huis stond echter leeg en verviel langzaam. De verf bladderde af, de ramen stonden zonder glas, het dak roestte en delen stonden op instortten. De orangerie en andere bijgebouwen werden gebruikt voor de opslag van wodka en andere sterkedrank.

## Latere periode
In de jaren van de Russische Revolutie was de Rode Garde (de voorloper van het Rode Leger) in het gebouw gestationeerd, dat zich destijds tegenover het Ipatiev-huis bevond. In november en december 1917 vonden in het gebouw de vergaderingen van het eerste oblastcongres van de Sovialistische Unie van Arbeidersjongeren van de Oeral plaats en ter ere hiervan werd het terrein voor het gebouw omgedoopt tot 'Komsomolplein'. Na de Russische Burgeroorlog zetelde de toenmalige Oerals-Siberische Communistische Universiteit in het gebouw.
In 1924 vond een aardverschuiving plaats in het park voor de ingang en kwam men erachter dat zich er een tunnel bevond. In de jaren 60 werd de vijver schoongemaakt en ontdekte men een opening met daarachter een gang van 20 meter diep in de noordwestelijke oever. Deze ontdekkingen bevestigden de reeds bestaande legenden over ondergrondse tunnels. In deze tunnels zou volgens legenden ook goud zijn gewonnen door Rastorgoejev. Inderdaad bevond zich een kwartsgoudlaag in het nu gedempte riviertje Melkovka op de noordhelling van de Vosnesenskiheuvel, maar sinds de tijd van Rastorgoejev heeft niemand er meer goud aangetroffen.
Van 1935 tot 1937 werd het gebouw voor veel geld gerenoveerd en omgebouwd tot een Paleis voor Jonge Pioniers en schoolkinderen en haar opvolger het Paleis voor Kinder- en Jeugdcreativiteit zit nog altijd in het gebouw. In de zomer van 2000 werd er geprobeerd om het gebouw lost te peuteren als residentie voor presidentieel afgevaardigde voor het federaal district Oeral, Pjotr Latysjev en president Vladimir Poetin tekende hiervoor zelf op 28 juli 2000. Onder druk van de gemeenschap, in de eerste plaats de ouderraad van het Paleis voor Kinder- en Jeugdcreativiteit, werd dit besluit niet uitgevoerd.

## Stijl
Het landhuis is een typisch voorbeeld van een vroege 19e-eeuwse Classicistische stedelijke villa (de eerste van Jekaterinenburg), zoals er zeer veel werden gebouwd in Rusland. Het hoofdgebouw heeft een asymmetrische en hoekige vorm, wat haar aanzicht vanaf de straatzijde bepaalt. Achter het gebouw bevindt zich een park met een kunstmatig meer, waarin zich een eiland bevindt met daarop een rotonde. De belangrijkste allees door het park strekken zich in drie radialen uit, waarbij de rotonde het centrale punt vormt. In het park bevinden zich een aantal lariksen en lindes van meer dan 200 jaar oud, waarmee ze de oudste bomen van de stad vormen. Het park is opengesteld voor bezoekers.
Het landhuis komt onder andere voor in het boek De miljoenen van Privalov van Pavel Bazjov en het boek Het Charitonov-goud van Leo Tolstoj. Dmitri Mamin-Sibirjak noemde het gebouw "iets als de Acropolis of het Kremlin".

## Externe link

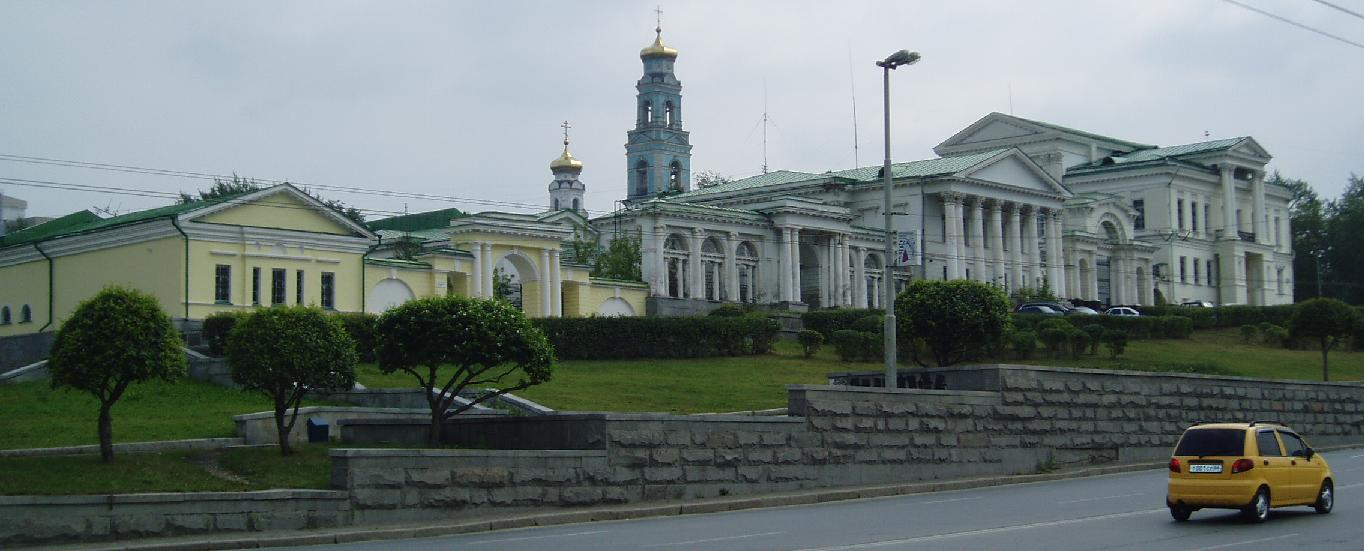
Het landhuis schuin vanaf de voorzijde gezien met de Maria-hemelvaartkerk op de achtergrond